# Kamienica przy Starym Rynku 4 w Słupsku
Kamienica mieszczańska w Słupsku – zbudowana na początku XIX w. Posiada charakterystyczny dach szczytowy, mansardowo-naczółkowy. Jej fasadę zdobi boniowanie w tynku oraz ozdobne gzymsy nad oknami piętra, nad belkowaniem szczyt z owalnymi oknami po bokach, w zwieńczeniu frontom w kształcie łukowym. Reprezentuje typ słupskiego domu patrycjuszowskiego z I połowy XIX w. Jest jedną z kamienic, które przetrwały celowo wzniecony przez Armię Czerwoną w 1945 r. pożar słupskiej starówki.